# Helymaeus zavattarii
Helymaeus zavattarii är en skalbaggsart som beskrevs av Müller 1939. Helymaeus zavattarii ingår i släktet Helymaeus och familjen långhorningar. Inga underarter finns listade i Catalogue of Life.